# ヴィリアム・ハイネセン
アンドレアス・ヴィリアム・ハイネセン（Andreas William Heinesen、1900年1月15日 - 1991年3月12日）は、フェロー諸島出身の詩人、小説家、児童文学作家、作曲家、画家。

## 執筆
フェローの首都トースハウンは常にハイネセンの執筆の中心地であり、以前、彼はトースハウンを「世界のへそ」と呼んだことで有名である。
彼は破壊と創造の間、暗闇と光の対照に焦点を当てている。それから一例に人間の実存的闘争を支える。しかし、これらは必ずしも容易ではなく、善および悪の間における線を常に明確に定義されているとは限らない。
ハイネセンは言葉における最も広い意味で宗教的と自ら称し、生命の神秘的な部分に魅了されている。彼は敗北主義に対する闘いに警句を備えた一つの格言である「生に絶望せず、死にルールはなし」をしばしば引用している。

## 出版物
彼は生まれ育っていたころにフェロー語を学校で教えられた。彼は主にデンマーク語で書いた、しかし、話し言葉はフェロー語であった。のちにすべての著書はフェロー語に翻訳された。
21歳のころ、最初の詩集を発表、1934年に最初の小説『Blæsende gry』(嵐の夜明け) を著す前に三冊以上の詩集を公表した。彼はデンマーク語が十分ではなかった画家サマル・ヨエンセン＝ミケーネを心配してすべての各章を一つずつを読んで聞かせた。それは『Noatún』 (1938)にも続いた。小説『Noatún』には強い政治的メッセージ - 連帯を持った良き社会への鍵を示す。次の著書『The Black Cauldron』 (1949)は、宗教的ヒステリーと組み合わせた退廃的な生活の余波を扱っている。ハイネセンは、『The Lost Musicians』(1950)で初期の作品が持つ社会的リアリズムを過去のものとして捨て、ありのままな語り物に入れ換えた。『Mother Pleiades』(1952)は、想像力に満ちた叙情詩である。その副題は「a Story From the Beginning of Time」。
ハイネセンは長編小説を書くだけに満足しなかった。1950年代、同様に短編小説を書き始めた。それら短編小説の多くは『The Enchanted light』、
『Gamaliel's Bewitchment』ならびに『Cure Against Evil Spirits』(1969)と題されたこれら3冊に収集されている。長編小説『Det gode håb』の主人公である牧師ペーデル・ボアセンは歴史上の人物のルター派牧師ルカ・ドゥベスに基づいている。ハイネセンがそれを書くのにどれくらいかかったか尋ねられたときに「40年。しかしながら、私は合間に他の事をしていた」と答えた。

## 評価
彼は1960年にデンマークの文学賞であるホルベアメダルを授与された。
1964年に出版された小説『Det gode håb』(The Good Hope)で、1965年に北欧理事会文学賞を受賞した。ハイネセンは物語の中で17世紀のデンマークを再現するという困難な課題を有していたが、彼は大成し、賞を勝ちとる。それは彼の最高傑作と広く考えられている。
ヴィリアム・ハイネセンは、1981年にノーベル文学賞を受賞するという噂があったとき、彼はスウェーデン・アカデミーに手紙を書き、
自らの候補を拒否した。のちに、彼は拒否した理由をこうのべた:
| 「 | フェロー語はかつて軽視されていた – 実際に公然と抑圧されていた。これにもかかわらず、フェロー語は、偉大な文学を生んだ、フェロー語で著す作家にノーベル賞を与えることこそが妥当であろう。仮に私に与えられていれば、デンマーク語で著す作家としてであり、結果として、独自の文化を創造するフェローの努力に打撃を与えてしまったであろう。 | 」 |

彼は1975年にフェロー文学賞を受賞した。ハイネセンは1980年の80歳の誕生日に故郷で「トースハウン名誉市民」に選ばれた 。同じ年にデンマーク文学批評家賞(Kritikerprisen)を授与された。1984年、トースハウン市会子供書籍賞(Barnabókaheiðursløn Tórshavnar býráðs)を受賞、翌年の1985年にデンマーク・アカデミーからカレン・ブリクセンメダルを授与された。そして1987年にはスウェーデン・アカデミー北欧賞(「小さなノーベル賞」)を受賞した。

## 著書
以下の著書はデンマーク文学センターによる。

### 詩集
- Arktiske Elegier og andre Digte  (Arctic Elegies and other Poems), Copenhagen 1921
- Høbjergningen ved Havet  (Haymaking by the Sea), Copenhagen 1924
- Sange mod Vaardybet  (Songs towards the Depths of Spring), Copenhagen 1927
- Stjernerne vaagner  (The Stars Awaken), Copenhagen 1930
- Den dunkle Sol  (The Dark Sun), Copenhagen 1936
- Digte i udvalg  (Selected Poems), Copenhagen 1955
- Hymne og harmsang  (Hymns and Songs of Indignation), Copenhagen 1961
- Panorama med regnbue  (Panorama with Rainbow), Copenhagen 1972
- Vinterdrøm. Digte i udvalg 1920–30  (Winter Dream. Selected Poems 1920-30), Copenhagen 1983
- Samlede digte  (Complete Poems), Copenhagen 1984
- Digte  (Poems), Copenhagen 1990

### 短編集
- Det fortryllede lys  (The Enchanted Light), Copenhagen 1957
- Gamaliels besættelse  (Gamaliel Possessed), Copenhagen 1960
- Kur mod onde ånder  (A Cure for Evil Spirits), Copenhagen 1967
- Don Juan fra Tranhuset  (Don Juan from the Whale Oil Factory), Copenhagen 1970
- Fortællinger fra Thorshavn  (Tales from Tórshavn), Copenhagen 1973
- Grylen og andre noveller  (The Gryla and Other Stories), Copenhagen 1978
- Her skal danses  (Let There Be Dancing), Copenhagen 1980
- Laterna magica  (Laterna Magica), Copenhagen 1985
  - Laterna Magica. Fjord Press, 1987 - ISBN 0-940242-23-0　英語訳

### 長編小説
- Blæsende Gry  (Windswept Dawn), Copenhagen 1934
  - Windswept Dawn. Dedalus, 2009 - ISBN 978-1-903517-78-9　英語訳
- Noatun  (Noatun), Copenhagen 1938
- Den sorte gryde  (The Black Cauldron), Copenhagen 1949
  - The Black Cauldron. Dedalus, 2000 - ISBN 9780946626977　英語訳
- De fortabte spillemænd  (The Lost Musicians), Copenhagen 1950
  - The Lost Musicians. Dedalus, 2006 - ISBN 978-1-903517-50-5 英語訳
- Moder Syvstjerne  (The Kingdom of the Earth), Copenhagen 1952
  - Mother Pleiades Dedalus, 2011 - ISBN 978-1-907650-07-9　英語訳
- Det gode håb  (The Good Hope), Copenhagen 1964
  - The Good Hope Dedalus, 2011 - ISBN 978-1-903517-98-7　英語訳
- Tårnet ved verdens ende  (The Tower at the Edge of the World), Copenhagen 1976

### 日本語訳
- 現代北欧文学18人集　－　あらしの夜 ;  新潮社 早野勝巳訳 1987 ISBN 978-4103137030
- 世界短篇文学全集〈第10〉北欧・東欧文学　－　アタランタ ;  集英社 林穣二訳 1963

## ハイネセンが描いた切手

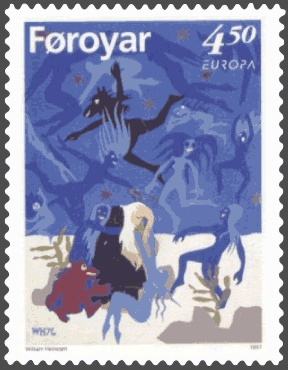
FR 309 of 1997: 聖アントニウスの誘惑
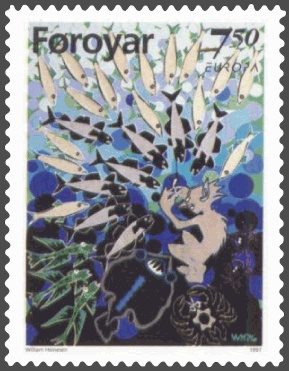
FR 310: FR Marmennil – 小さな人魚